# Dera Mandi
Dera Mandi es una ciudad censal situada en el distrito de Delhi sur,  en el territorio de la capital nacional,  Delhi (India). Su población es de 16725 habitantes (2011). 

## Demografía
Según el censo de 2011 la población de Dera Mandi era de 16725 habitantes, de los cuales 8998 eran hombres y 7727 eran mujeres. Dera Mandi tiene una tasa media de alfabetización del 78,44%, inferior a la media estatal del 86,21%: la alfabetización masculina es del 86,73%, y la alfabetización femenina del 68,84%.